# Kask
För andra betydelser, se Kask (olika betydelser).

Kask för Livregementets dragonkår, 1800-talets första hälft.

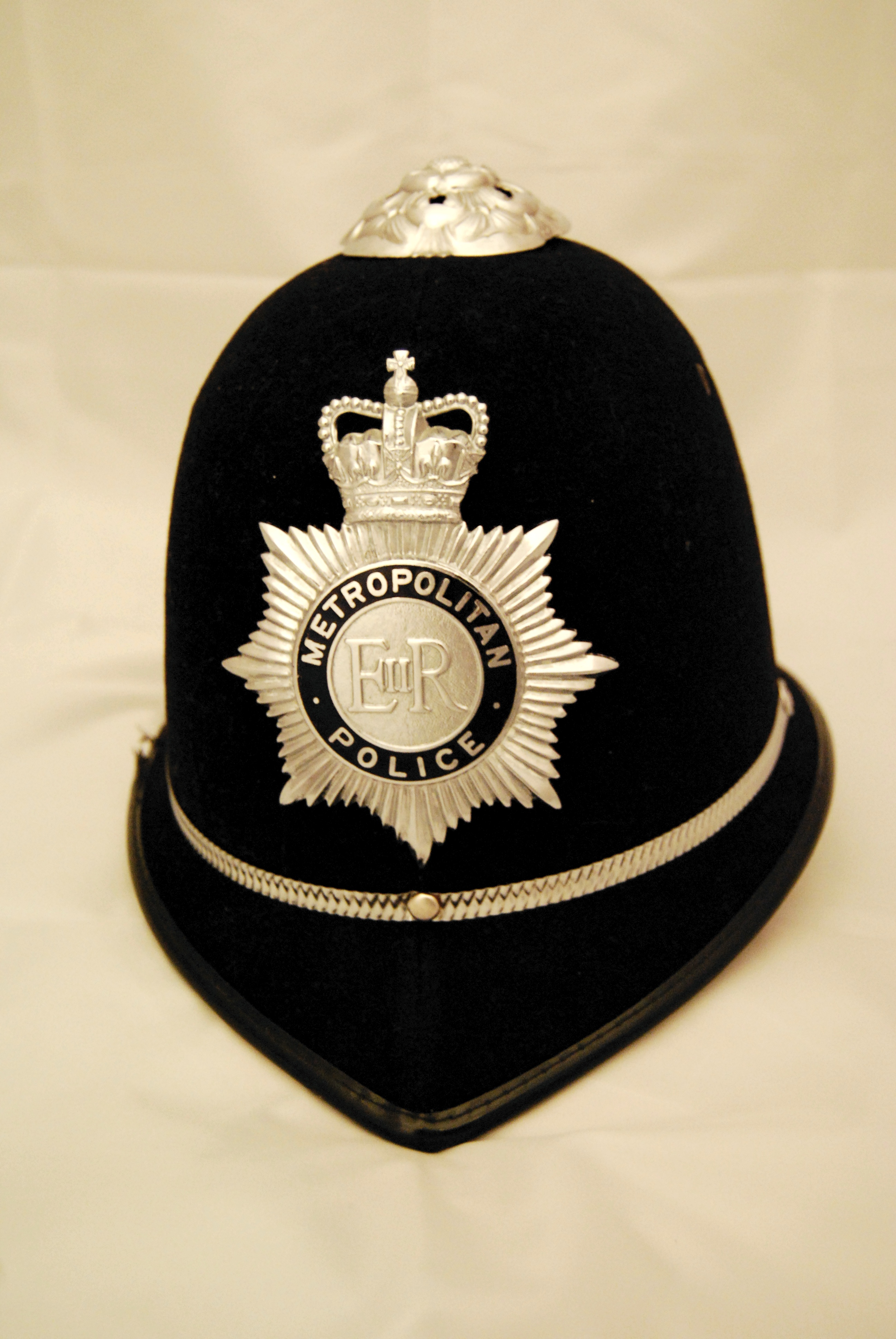
Hjälm som bärs av Metropolitanpolisen i London.

En kask är främst en äldre militär huvudbonad och benämning på olika slags hjälmar av styvt läder, kork eller metall i allmänhet med skärm både fram och bak samt upptill slutande med en pik eller kam.
Kask används även om hjälm för polis eller brandman.